# Grandes Antilles
Pour les articles homonymes, voir Antilles (homonymie).

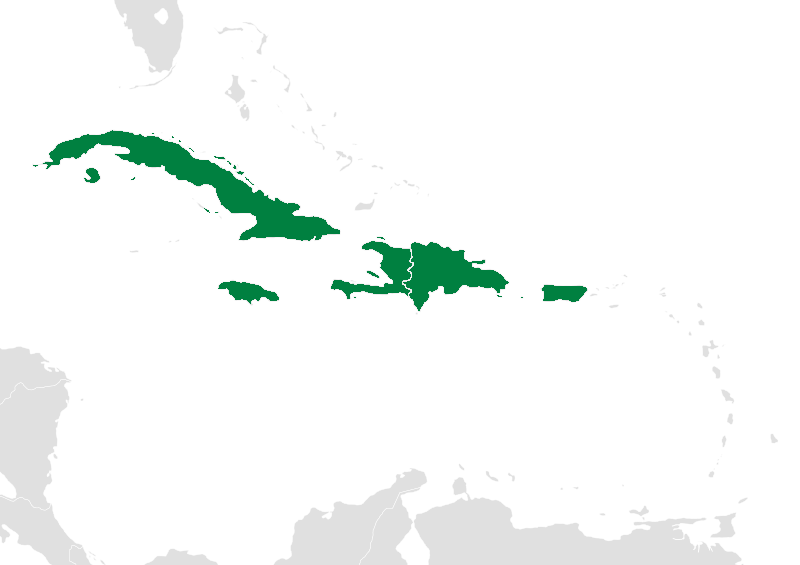
Carte des Grandes Antilles

Les Grandes Antilles sont un groupe de quatre archipels formant quatre États indépendants des Antilles auxquels s'ajoutent Porto Rico, les îles Vierges des États-Unis (à l'exception de Sainte-Croix) et les îles Vierges britanniques, groupe nommé ainsi par opposition avec celui des Petites Antilles. Il s'agit par ordre de taille de : Cuba, l'île d'Hispaniola (rassemblant la République d'Haïti et la République dominicaine), la Jamaïque, Porto Rico, la Jeunesse, des îles Vierges(à l'exception de Sainte-Croix) et de l'île de la Navasse. Elles couvrent à elles seules 88 % de la surface totale de toutes les îles des Antilles.

## Géologie
Les Grandes Antilles, fruit d'un lent soulèvement tectonique et des diverses régressions marines, sont marquées par la présence de roches sédimentaires calcaires karstiques, d'origines corallienne et marine et par un soubassement de vieilles formations d'arcs volcaniques, rendues parfois apparentes par des basculements tectoniques, des charriages ou simplement l'érosion. Les trois chaînes principales qualifiées de nord-caraïbes, au nord de la mer des Caraïbes (ou des Antilles), se rejoignent à l'est sur l'île de Porto-Rico, l'alignement du nord de Cuba prolonge les plateaux de la péninsule du Yucatan sur le continent nord-américain à l'ouest, la chaîne centrale s'impose au sud-est de Cuba et au centre de Hispaniola, la chaîne la plus méridionale d'emblée vigoureuse se remarque à la Jamaïque avant de rejoindre le sud de Haïti. La cordillère centrale d'Hispaniola s'élève rapidement, atteignant souvent 2000 mètres d'altitude pour culminer au-delà de 3000 mètres. La vigueur du relief est à mettre en correspondance avec des fosses marines très profondes de plus de 7500 mètres, au nord de Porto Rico. La fosse océanique la plus profonde de l'océan Atlantique est la fosse de Milwaukee (-8 376 m),  située en bordure septentrionale de Porto Rico. Elle fait partie de la fosse de Porto Rico.
Si l'essentiel de l'île de Cuba, ainsi que le vaste plateau calcaire en partie émergé des Bahamas, est assis sur la plaque nord-américaine, il existe au sud de cette grande plaque des microplaques, lointains produits de dislocation de la plaque des Caraïbes apparue à l'ère tertiaire, telle que la "microplaque des Gonâves", qui apparaît entre le sud de Cuba et le nord de la Jamaïque et se prolonge vers le sud de Haïti, expliquant les graves risques sismiques de la région de Port-au-Prince. Le volcanisme est bien plus présent dans les fonds marins que sur les terres émergées. Un des moteurs de l'activité sismique et volcanique reste la plongée de la plaque océanique atlantique sous la plaque caraïbe.

## Géographie
Les Grandes Antilles se situent de part et d'autre du 20e parallèle de latitude nord. Elles s'étendent essentiellement sur deux espaces maritimes : la mer des Caraïbes et l'océan Atlantique (plusieurs cayos cubains et l'île de la Tortue). D'autres petites îles cubaines (les cayos) se trouvent dans le golfe du Mexique, ainsi que la majorité des keys américains.
L'île de la Jeunesse et la Jamaïque ont leurs côtes baignées en totalité par la mer des Caraïbes.
Hispaniola est l'île la plus montagneuse, le sommet le plus élevé est le pic Duarte (3 087 m) et la dépression endoréique locale la plus importante est le lac salé d'Enriquillo situé à -44 m en partie sud-ouest de la République dominicaine. D'autres montagnes possèdent un relief assez vigoureux comme les Blue Mountains à la Jamaïque et la Sierra Maestra à Cuba.
En 2005, la population totale des Grandes Antilles est proche de 35 millions d'habitants.

### Climat
Les températures, typiques d'un climat tropical, sont adoucies par les brises de mer et par l'altitude.
Sur le littoral, le chaud climat tropical est adouci par les vents alizés assez constants tout au long de l'année. Ces vents sont uniquement interrompus par l'effet de tempêtes sur l'océan Atlantique. À l'intérieur des terres, le climat est plus chaud. Mais, avec l'altitude, l'humidité augmente et la température diminue.
Les pluies correspondent aux deux passages du soleil au zénith. Elles ont lieu en deux saisons rapprochées, soit en mai-juin et en septembre-octobre. Il y a en conséquence deux types de saisons :
- la saison sèche est fraîche (de décembre à juin), dite période du carême ;
- la saison humide est chaude (de juin à décembre), dite période cyclonique. Cet « hivernage » est marqué par des pluies orageuses éclatant l'après-midi. L'été inaugure aussi une saison des cyclones au grand pouvoir destructeur sur les cultures et les installations humaines. Les cyclones formés initialement sur l'océan surchauffé parviennent sur les Grandes Antilles depuis l'est.

Les versants qui font face aux alizés ou vents d'est, sont beaucoup plus humides, autrefois chargés de denses forêts pluviales, alors que les autres versants « sous le vent », autrefois domaines des prairies, savanes ou petits déserts à plantes xérophiles, peuvent souffrir de la sécheresse

### Faune et flore
Malgré les évolutions modernes, destructrices de la biodiversité de la forêt vierge, avec ses strates arborées et son lot de plantes épiphytes, dont les broméliacées et les orchidées, des marais, des littoraux sableux ou des mangroves, des prairies ou terres plus sèches ou désertiques des plateaux de montagnes, les Grandes Antilles témoignent encore de nombreuses espèces endémiques, spécifiquement îliennes, qui résistent parfois à l'intérieur des terres ou dans les derniers vastes marais et lagunes péninsulaires protégés, à la survenue d'espèces migratrices du continent. Ainsi le mammifère insectivore solénodon, le minuscule colibri-abeille, aujourd'hui de plus en plus rares.
Ainsi le crocodile d'eau douce des marais intérieurs de Cuba, le crocodile de Cuba plus petit, agressif et vif, diffère des crocodiles américains qui prennent pied dans la péninsule de Zapata. Même les crocodiles américains des eaux saumâtres du lac Enriquillo à Hispaniola tendent à évoluer vers une espèce animale spécifique.
La faune des abords marins était autrefois encore plus remarquable et variée, avec le lamantin des Caraïbes ou encore les foules de flamants roses, mangeurs de petits crustacés, l'aigle pêcheur, la frégate superbe, le spatule rosée, ces deux derniers nichant encore dans les mangroves préservées.

### Ethnologie
Les anciennes populations arawaks ont été supplantées par des populations caraïbes. En dépit de leurs rivalités culturelles, ces populations précolombiennes appartiennent à des cultures andines, maîtrisant avec raffinement les cultures de manioc, d'arachides et de haricots ainsi que l'adaptation sophistiquée à la vie semi-nomade des rivages (pêche) et des différents milieux intérieurs îliens. Mis à part quelques réduits largement métissés, ces populations amérindiennes ont pratiquement disparu, après le premier désenclavement économique occidental. Leur dramatique disparition dès le XVIe siècle a nécessité l'immigration par déportation de populations d'esclaves ou de laborieux, au profit des élites hispaniques, françaises, anglaises ou hollandaises.
La population est en majorité d'origine noire africaine plus ou moins métissée d'Européens et d'Asiatiques. Les habitants se réclament d'une communauté culturelle inter îles dite « créole ». La suppression de l'apport africain, après la tardive suppression de la traite négrière occidentale et de l'esclavage au milieu du XIXe siècle, a ouvert ses îles aux migrations asiatiques, notamment venues de l'Inde.

### Cultures tropicales
La monoculture de la canne à sucre, générant de façon précoce une industrie de transformation pour obtenir jus de canne, sucre, mélasse et rhum, a marqué durablement la vie des domaines agricoles, mis à part quelques cultures vivrières ou de produits d'exportations spécifiques. Celles-ci se sont parfois développées à des fins d'exportation, de manière agro-industrielle, surtout avec la banane, le café et l'ananas.

## Pays

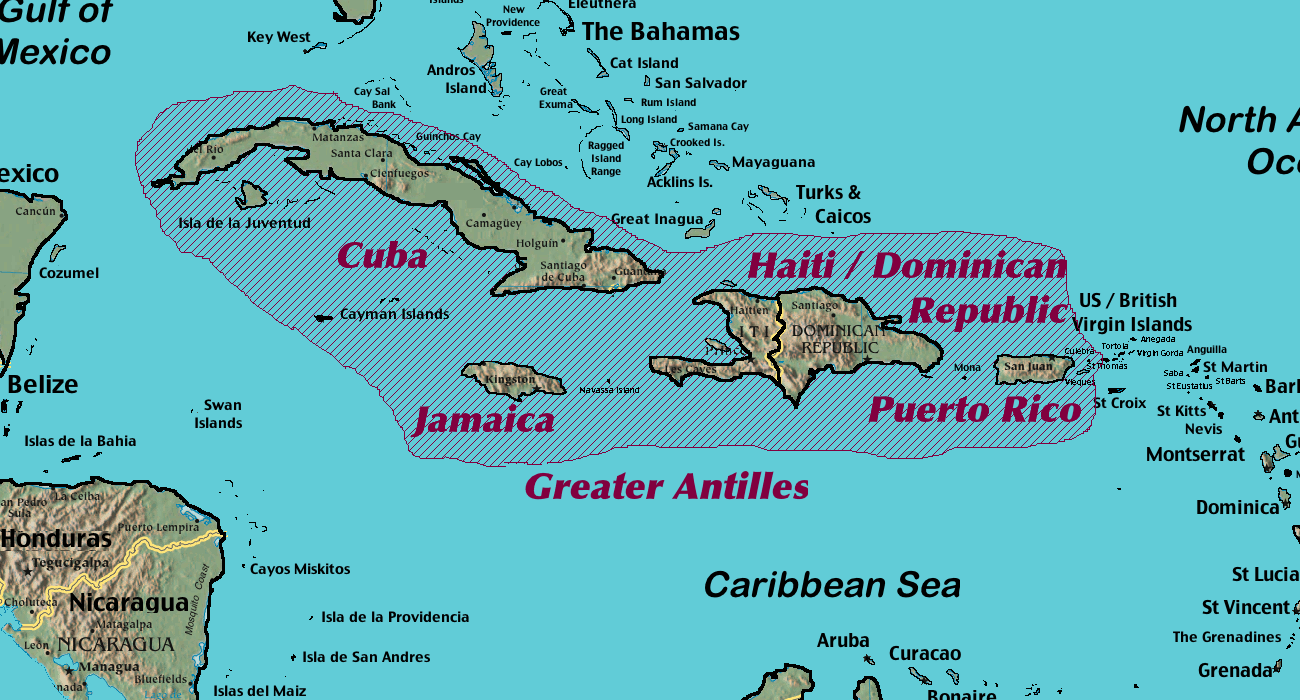
Iles des Grandes Antilles.

| Pays avec drapeau           | Superficie (km²) | Population totale (Estimation au 1er juillet 2005) | Densité (per km²) | Capitale         |
| --------------------------- | ---------------- | -------------------------------------------------- | ----------------- | ---------------- |
| Cuba                        | 110 860          | 11 346 670                                         | 102.4             | La Havane        |
| Jamaïque                    | 10 991           | 2 731 832                                          | 248.6             | Kingston         |
| Haïti                       | 27 750           | 11 067 777                                         | 292.7             | Port-au-Prince   |
| République dominicaine      | 48 730           | 8 950 034                                          | 183.7             | Santo Domingo    |
| Porto Rico ( États-Unis)    | 9 104            | 3 916 632                                          | 430.2             | San Juan         |
| Îles Vierges des États-Unis | 346,4            | 107 268                                            | 310               | Charlotte-Amélie |
| Îles Vierges britanniques   | 153              | 35 802                                             | 234               | Road Town        |
| Total                       | 207 934,4        | 38 156 015                                         | 183.5             |                  |

## Histoire
Les Antilles doivent leur appellation à Christophe Colomb. Les Grandes Antilles sont d'abord exploitées sans vergogne puis contrôlées au nom des rois d'Espagne. Une mise en valeur par grand domaine est tentée, différentes cultures sont introduites, dont celle de la canne à sucre en 1508.
Mais avec la dépopulation indigène, dramatique entre 1570 et 1620, la puissance espagnole se fragilise et se délite en dehors de quelques centres importants. Des marins français, anglais, hollandais, qu'ils soient aventuriers, corsaires ou pirates, parviennent à prendre pied, instaurant parfois des entités autonomes durables entre 1620 et 1640, en dépit des violentes reprises militaire espagnoles.
Les boucaniers français s'installent ainsi durablement sur la côte occidentale en partie désertée de la grande île d'Hispaniola, qui se dénomme en français Saint-Domingue et plus tard Haïti. Les petites îles ou les enclaves sécurisée, non espagnoles après 1650, développent l'économie sucrière, avec la main d'œuvre esclave, apportée par la traite négrière et offrant des débouchés prometteurs et lointains à ses dérivés que sont les "pains de sucre", le rhum, la mélasse, les alcools.
Après avoir mis au pas en 1650 La Barbade, île des Petites Antilles, précédemment conquise par la marine anglaise entre 1625 et 1626 aux Portugais, mais rapidement devenue un repaire de boucaniers et flibustiers, de planteurs de tabac ruinés, de commerçants d'esclaves et de négriers anglais, la marine d'Oliver Cromwell s'attaque aux îles espagnoles et enlève la Jamaïque aux Espagnols en 1655. Les cultures diversifiées anciennement mises en place non sans difficulté par les Espagnols, pour l'exportation du tabac, rocou, cacao, piment, de l'indigo… s'estompent pour laisser la place à la culture monopolistique de la canne à sucre, qui tend à envahir La Barbade depuis la fin des années 1630. Les colons anglais bénéficient d'un accès privilégié au marché d'esclaves de la Barbade. Au XVIIIe siècle, la Jamaïque s'impose comme le grand producteur de sucre, surpassant la Barbade en déclin. En 1805, elle compte 859 grandes plantations et exporte 137000 boucauts de sucre brut selon les livres de fret des navires anglais. L'île, lieu d'un intense commerce d'esclaves, affiche une économie florissante pour les tenants et rentiers de l'économie sucrière. Pourtant, les colonies anglaises des Antilles n'ont qu'une structure économie peu développée, du fait de l'interdiction de raffinage du sucre sur place et du contrôle drastiques des rares industries ou manufactures, cependant moins sévère qu'en Irlande.
En 1789, la Saint-Domingue française dépasse le demi-million d'habitants esclaves noirs pour officiellement 33 000 blancs et 26 000 mulâtres, il reste probablement plus de 100 000 errants, ce qui montre la violence de la société esclavagiste antillaise en crise à Saint-Domingue, alors qu'elle est cachée à la Jamaïque. Cette terre française exporte du sucre à hauteur de 165 millions de livres en valeur de ses 793 sucreries, du café pour 68 millions de livres de ses 3117 caféières, du coton pour 6 millions de livres de ses 733 cotonneries, de l'indigo pour 930 mille livres de ses 3 150 indigoteries, ainsi que du campêche pour 1,5 million de livres et des cuirs de bœuf pour 20 000 livres. Le mouvement commercial dépasse 330 à 350 millions. Haïti adopte en principe les idéaux révolutionnaires français pendant une longue guerre civile et entérine son indépendance en 1804 après un violent conflit avec la république métropolitaine, rendue impuissante par sa marine défaillante.
Cuba placé sous le joug de la couronne d'Espagne, maîtresse de la communication et de l'information, a subi l'évolution imposée par ses voisins tout en gardant des domaines agricoles ou « estancias » traditionnelles. En 1763, l'exportation de cuirs et de cires est toujours associée aux élevages de bétail extensif. L'importation d'esclaves noirs, ils ne sont qu'à peine 32 000 en 1763, justifie ailleurs les cultures coloniales, en particulier le tabac, le sucre et le café. En 1774, Cuba ne compte que 171 000 habitants sujets blancs et de couleur. Une immigration des colons français de Saint-Domingue, attirant par contre-coup une vague retour ou nouvelle de divers colons espagnols, explique le bond démographique de 100 000 habitants. En 1792, la grande et longue île peu peuplée compte 272 000 habitants. La culture du tabac s'est développée en quantité et en qualité, l'exportation de 860 tonnes en 1750 a plus que triplé, avec 2 900 tonnes en 1790, instaurant une spécialité de l'île pour le siècle suivant. Les autres cultures coloniales s'affirment par un essor vigoureux mais heurté, comme le café. Les troubles d'Haïti expliquent ensuite la multiplication des réfugiés, parfois très actifs dans le café mais indésirables ou souvent mal accueillis puis chassés par les autorités espagnoles inquiètes de l'invasion francophone. Mais le développement des cultures esclavagistes se poursuit, amenant entre 1790 et 1820 plus de 320 000 captifs africains. L'arrivée de 720 000 nouveaux esclaves noirs entre 1820 et 1860 change définitivement le visage démographique de l'île.
En 1898, le royaume d'Espagne ne peut empêcher ses troupes militaires d'être humiliées à la fois par la révolte populaire cubaine et par les États-Unis d'Amérique, entrées en guerre pour émanciper les derniers hispanophones de la tutelle coloniale. L'Espagne perd ses derniers joyaux tropicaux en laissant instaurer la république autonome de Cuba. L'économie caraïbe est passé sous la domination nord-américaine, qui relance les cultures tropicales, en particulier celle du sucre, du café et de la banane. La crise de 1933 désorganise l'économie des Grandes Antilles. La révolution castriste en 1959 sépare Cuba du reste de la Caraïbe, alors que les derniers pourparlers d'indépendance aboutissent, pour la Jamaïque en 1962 et les Bahamas en 1973.

## Politique
Les régimes politiques des différents pays de l'archipel sont relativement hétérogènes. La Jamaïque est membre du Commonwealth depuis 1962 et est donc une monarchie constitutionnelle. La République dominicaine et Haïti sont dotés de régimes républicains. Toutefois, Haïti n'est pas considéré comme une démocratie. Les États-Unis assurent leur présence dans l'archipel grâce à Porto Rico, territoire non incorporé ayant le statut de commonwealth, la base navale de la baie de Guantánamo (revendiquée par Cuba) et l'île de la Navasse, inhabitée et revendiquée par Haïti. Enfin, Cuba est une dictature communiste à parti unique (le Parti communiste de Cuba) suivant le modèle soviétique et les principes du marxisme-léninisme et du martisme.

## Économie
Le tourisme est particulièrement développé dans l'archipel, notamment en République dominicaine et en Jamaïque.
En tant qu'État communiste, Cuba a longtemps été doté d'une économie planifiée. Le Parti Communiste de Cuba serait affecté par des problèmes de corruption.